# 小行星5544
小行星5544（英語：5544 Kazakov）是一颗围绕太阳公转的小行星。1978年10月2日，柳德米拉·瓦斯列娜·朱然勒娃在克里米亚发现了此天体。
这颗小行星的绝对星等为122.7503743004589等。